# G4・II -THE RED MOON-
『G4・II -THE RED MOON-』（ジーフォー・ツー・ザ・レッド・ムーン）は、2011年10月5日に発売されたGLAYの通算43作目のシングル。

## 概要
- 2011年10月から12月にかけて実施される3ヶ月連続CDリリースの第1弾。CDとしては「Precious」以来、1年1ヶ月ぶりのシングルである。
- 同年の8月12日にオープンした“GLAY Official Store G-DIRECT”限定でリリースされた。そのため、通常のレコード店では販売されておらず、オリコンチャートも対象外。但し、iTunes Storeでは全曲配信されている。
- 売り上げは、loversoul music & associatesの公式サイトで、初日のデイリーは4.4万枚の売上を発表[1]。3週間後には、5万枚を突破したことが発表された[2]。
- 2006年にリリースされた「G4」第2弾のタイトルではあるが、前回が全曲TAKURO書き下ろしに対し、今作は各メンバーが1曲ずつ書き下ろし。
- ジャケットは各メンバーソロショット4枚組の特別仕様となっている。

## 収録曲
1. everKrack
  - 作詞・作曲：HISASHI / 編曲：GLAY & MASAHIDE SAKUMA

いわゆるネトゲ廃人を歌っている曲。デビュー以来、TAKURO以外の楽曲がCDのA面として1曲目になったのは、今作が初めてである。
タイトルは『EverQuest』と言うオンラインゲームの中毒者のことを意味しており[3]、HISASHI曰く、「サイバーパンク、バーチャルリアリティーといった世界に興味があって、ずっと書きたかった曲」、「人間がツールをうまく使っていくべきなのに、いつの間にか使われてしまっている愚かさを風刺した曲」と述べている[3]。
コーラスには加賀美セイラが参加しており、HISASHIが「女性でキレた声が欲しい」と言っていたため、彼女に依頼したとのこと[3]。
ライブではコーラスの部分をファンと掛け合い、モンキーダンスを踊りながら盛り上がることが定番となっている[4]。しかし、HISASHIは、「ライブでモンキーダンスが出るような曲になるとは、当初は思っていなかった。」、「完全にロックミュージックを皮肉った歌だが、TERUにはあまり伝わらなかったようで(笑)」と意表を突かれたことを語っていたが[4]、最終的には「TERUが楽しそうならいいやと思って(笑)。伝わらないことが逆に良かったと思って。」と良しとしていた[4]。
また、PVが製作されており、TAKURO以外の楽曲でPVが製作されたのも今作が初である。この楽曲のPVにはお笑いタレントの永野が出演しており、「GLAYの実家を自主的に守る人」など、GLAYを弄るネタを行うものになっている[5]。CGパートでは顔の部分がそれぞれのバンド名の字1文字をあしらったスーツの男や、ゲームの世界でGLAYメンバーをモデルにした戦国時代風の戦士が敵と戦うというものも制作されている。
2. キリノナカ
  - 作詞・作曲：TAKURO / 編曲：GLAY & MASAHIDE SAKUMA

不倫を歌った曲。この曲のコーラスもライブでファンとの掛け合いがある。
TAKURO曰く、「アマチュアの頃、アルバイトをしながら活動していた気持ちになって書いた」と語っており[3]、「『TWO BELL SILENCE』あたりの、ちょっと密室のにおいがする系統の曲で、加えて、大人の恋というのが描けるようになって、それをフィクションとして成立させた」と述べている[4]。
また、「ある時期のGLAYは温かいラブソングのイメージが強かったが、本来は違った面も持っており、この曲を書くことでロックバンドとしての色っぽさも持って欲しいと言う願いを込めて書いた」とも述べている[3]。
3. MAD BREAKER
  - 作詞・作曲：TERU / 編曲：GLAY & MASAHIDE SAKUMA

冒頭のコーラスはグレゴリオ聖歌をイメージして作られた。
4. Ruby's Blanket
  - 作詞：TAKURO / 作曲：JIRO / 編曲：GLAY & MASAHIDE SAKUMA

ライブでは金テープが飛ぶ演出が度々行われる。
JIRO曰く、「『Chelsea』がライブのエンディングでバーンと盛り上がりつつもちょっと切ない感じの楽曲に育ってくれ、そのテイストをもう少し推して行きたいと思い作った曲」と語っている[3]。本曲は、その『Chelsea』よりも以前からあり、JIRO本人のデモテープストックの中でも、相当お気に入りであり、2回くらいプレゼンかけたが、『Chelsea』の存在もあって中々引っかからなく、もう1回TAKUROに聴かせたら、ようやく採用されたと言う逸話があるとのこと[4]。
TERUはこの曲に関して、「歌詞で人生を語り、楽曲はパンクと言う、切な系パンクロック」、「TAKUROとJIROの組み合わせで黄金パターンができた瞬間」と評している[3]。また、非常にキーが高く、大サビはファルセットにしようと考えたが、地声でも行けると思い、地声で歌い切った[3]。

## 収録アルバム
everKrack
- GUILTY (アルバムバージョン)
- REVIEW II -BEST OF GLAY- (スタジオライブバージョン)

キリノナカ
- GUILTY (アルバムバージョン)

Ruby's Blanket
- GUILTY

## 参加ミュージシャン
- MASAHIDE SAKUMA（キーボード）
- TOSHI NAGAI（ドラムス）
- SEIRA KAGAMI（M1・コーラス）

## スタッフ
レコーディング・ミキシング
MASAHIDE SAKUMA & FUMIE NAKAZAKI (VITAMIN PUBLISHING INC.)
NORIYUKI KISOU (v.f.v studio inc.) (M3)
マスタリング
MITSUKAZU"Quincy"TANAKA with HDC system (BERNIE GRUNDMAN MASTERING)